# Проект за реформи на Върховния македонски комитет
Проектът за реформи е политическа програма за необходимите бъдещи реформи в османските области Македония и Одринско, издадена в края на фервруари 1896 година от Върховния македонски комитет и приета и от Вътрешната македоно-одринска революционна организация. Според Светлозар Елдъров, вследствие на приемането им от двете основни български революционни организации, постановките на проекта
| „ | се налагат като политическа програма на цялото освободително движение на македонските и тракийските българи, независимо от неговото организационно състояние или идеологическа ориентация“. | “ |